# Evropa (rimska provinca)
Evropa (latinsko Provincia Europae) je bila rimska provinca v diocezi Trakiji, ki jo je leta 314 ustanovil cesar Dioklecijan. Njeno glavno mesto je bil Perint, sedanji Marmara Ereğlisi v Turčiji. Njeno ozemlje se je večinoma ujemalo z ozemljem evropskega dela sedanje Turčije. Mejila je samo na provinci Rodopi na zahodu in Hemimont na  severozahodu, drugod pa jo je obdajalo morje: na severovzhodu Črno morje, na vzhodu Bospor in Marmarsko morje, na jugu in jugovzhodu pa Egejsko morje. Največje mesto ob Črnem morju je bil Salmides (sedanji Kırklareli). Ob Marmarskem morju so bila mesta Perint, kasneje poznan kot Herakleja, Selimbrija (sedanji Silivri), Rajdest (sedanji Tekirdağ) in Kalipoli (sedanji Gelibolu). Na obali Egejskega morja je bilo ob izlivu Hebrusa mesto Enus (sedanji Enez).

## Vir
- J.B. Bury (1923), History of the Later Roman Empire, II., 1923.
- P. Soustal (1991), Tabula Imperii Byzantini, 6: Thrakien (Thrakē, Rodopē und Haimimontos), Dunaj: Verlag der Österreichischen Akademie der Wissenschaften, ISBN 3-7001-1898-8.